# HD 159925
HD 159925，又名BD+37 2908，SAO 66165、HR 6563，是一颗恒星，视星等为6.1，位于銀經62.2，銀緯30.4，其B1900.0坐标为赤經17h 32m 16.1s，赤緯+37° 30.4′ 52″。